# Konceptalbum
Konceptalbum er en betegnelse for en musikalsk udgivelse, hvor sangene og musikken er knyttet sammen tematisk eller med en gennemgående historie. Den amerikanske jazzsangerinde Lee Wileys udgivelser i 1930’erne, hvor hver plade var tilegnet en bestemt komponists værker (f.eks. George Gershwin og Cole Porter), er således konceptalbums. Frank Sinatras plader fra 1950’erne, hvor hver plade slog en bestemt stemning an – f.eks. In the Wee Small Hours (1955), som skildrer ensomhed og forladthed – er også konceptalbums. Blandt mange eksempler op til midten af 1960’erne kan nævnes Marty Robbins: Gunfighter Ballads and Trail Songs (1959) eller The Beach Boys: Little Deuce Coupe (1963) og Pet Sounds (1966), hvor temaet er henholdsvis biler og teenage-tiden. 
Konceptalbummet som tema slog for alvor igennem med udgivelsen af The Beatles: Sgt. Pepper's Lonely Hearts Club Band (1967) og The Whos Tommy (1969). Strengt taget er Sgt.Pepper ikke et konceptalbum. Idéen var at lave en plade, hvor en fiktiv gruppe udførte alle sangene, og derfor indledes pladen med en introduktion af gruppen. Mange af sangene er dog tydeligvis skrevet uden tanke for at indgå i dette koncept. Til gengæld er der ingen diskussion om, at Tommy er en konceptalbum, og en af alle tiders mest kendte, idet den blev overført til både teater og film. Sangene var her knyttet sammen i en historie om en dreng, der bliver blind, døv og stum ved at overvære et mord. Tommy blev lanceret som en såkaldt rockopera, dvs. en musikalsk rockproduktion, der ligner en musical eller en opera – i Tommy blev de fleste sange udført af historiens karakterer.
Progressiv rock havde sin storhedsperiode i 1970’erne og dermed også konceptalbummet, hvis format passer perfekt til denne musikform, der ynder lange musikforløb og dybsindige fortællinger. I denne periode udkom nogle af de mest interessante konceptalbums som The Rise and Fall of Ziggy Stardust and the Spiders from Mars (David Bowie, 1972) Dark Side of the Moon (Pink Floyd, 1973), A Passion Play (Jethro Tull, (1973), Tales from Topographic Oceans (Yes, 1973), The Lamb Lies Down on Broadway (Genesis, 1974) og The Wall (Pink Floyd, 1979). Siden 1970’erne har konceptalbummet ikke været så prominent, dog med enkelte store og succesfulde lyspunkter, som Purple Rain Prince, 1984), "Music From The Elder KISS, OK Computer (Radiohead, 1997) og American Idiot (Green Day, 2004). Dream Theater indspillede også konceptalbummet Metropolis Pt. 2 i 1999. Blandt nyere udgivelser kan nævnes A Weekend in the City (Bloc Party, 2007), som handler om moderne liv i London.